# I Got You On Tape
I Got You On Tape is een Deense band die werd opgericht in 2004 in Kopenhagen.
Het titelloze debuutalbum I Got You On Tape kwam uit op het platenlabel Auditorium in 2006. Het tweede album, toepasselijk genaamd 2, kwam uit in 2007. In oktober 2009 kwam het album Spinning For the Cause uit en werd de band gereduceerd tot een kwartet door het vertrek van gitarist Jakob Bro.

## Discografie
- I Got You On Tape (2006)
- 2 (2007)
- Spinning For the Cause (2009)
- Church of the Real (2011)